# Sonic Lake
Der Sonic Lake ist ein halbmondförmiger und permanent gefrorener See im ostantarktischen Mac-Robertson-Land. In den Framnes Mountains liegt er in einer großen Einbuchtung im südwestlichen Winkel der North Masson Range.
Das Antarctic Names Committee of Australia benannte ihn nach der Geräuschentwicklung, mit der das Eis beim Betreten des Sees während einer Untersuchung wie bei einem Überschallknall (englisch sonic boom) brach.